# Bridge of Cally
Bridge of Cally ist eine Ortschaft in der schottischen Council Area Perth and Kinross. Sie liegt in der traditionellen schottischen Grafschaft Perthshire nahe dem Zusammenfluss von Ardle und Black Water, wobei der Ericht entsteht. Perth liegt etwa 23 km südlich, Dundee 30 km südöstlich.
In Bridge of Cally befinden sich mehrere Hotels, die im Wesentlichen im Winter von Skitouristen im nördlich gelegenen Glen Shee genutzt werden.

## Verkehr
Bridge of Cally liegt an der Einmündung der A924 (nach Pitlochry) in die A93 (Perth–Aberdeen). Über die A924 besteht in nordwestlicher Richtung ab Anschluss an die A9 bei Pitlochry. Die namensgebende Bridge of Cally, welche die A93 über den Ardle führt, ist als Denkmal der Kategorie B klassifiziert.